# Fairweather Johnson
Fairweather Johnson è il secondo album in studio del gruppo musicale statunitense Hootie & the Blowfish, pubblicato nel 1996.

## Tracce
1. Be the One – 3:25
2. Sad Caper – 2:49
3. Tucker's Town – 4:02
4. She Crawls Away – 4:09
5. So Strange – 4:03
6. Old Man & Me (When I Get to Heaven) – 4:27
7. Earth Stopped Cold at Dawn – 3:29
8. Fairweather Johnson – 0:51
9. Honeyscrew – 3:36
10. Let It Breathe – 3:53
11. Silly Little Pop Song – 2:56
12. Fool – 3:05
13. Tootie – 3:04
14. When I'm Lonely – 5:34

## Formazione
- Darius Rucker - voce, chitarra
- Mark Bryan - chitarre, piano
- Dean Felber - basso, cori
- Jim "Soni" Sonefeld - batteria, percussioni, cori